# Cao Zhi
Cao Zhi (192 – 232) is vooral bekend geworden als een grote Chinese dichter, al streefde hij er tevergeefs soms naar opvolger van zijn vader te worden, als bestuurder of krijgsheer. Hij leefde tijdens de late Han-dynastie en de periode van de Drie Koninkrijken. Cao Zhi was de derde zoon van krijgsheer Cao Cao. Zijn moeder, Keizerin weduwe Bian, was diens tweede echtgenote.

## Biografie
Cao Zhi kon de Shi Jing, de Analecten van Confucius en meer dan duizend verschillende gedichten reciteren voor hij twintig was. Zijn talent in de Chinese literatuur maakte hem tot een geliefde zoon van Cao Cao.
Maar zijn karakter maakte hem niet tot mogelijke troonopvolger: Hij was onbesuisd en een stevige drinker.  Zijn broer Cao Pi, de tweede zoon van Cao Cao, werd na de dood van Cao Cao zijn opvolger als krijgsheer.
Toen zijn broer daarna in 226 overleed, schreef hij meerdere brieven aan zijn opvolger Cao Rui. In deze brieven verzocht hij de krijgsheer om een ambtenaarspost te krijgen in het bestuur van het Wei Rijk. Cao Rui was bang dat Cao Zhi hem van zijn post zou stoten en negeerde de brieven. Uiteindelijk stierf Cao Zhi van ziekte en verdriet. Zijn laatste wens was een simpele Chinese begrafenis.

## Poëzie[2]
Ondanks zijn falen in de politiek werd Cao Zhi, met zijn vader Cao Cao en zijn broer Cao Pi en enkele anderen, genoemd als een van de vertegenwoordigers van de poëziestijl van zijn tijd. Hun poëzie was de ruggengraat van wat later de Jian'an poëziestijl (建安風骨) zou heten. De burgerlijke strijd tegen het einde van de Oostelijke Han Dynastie gaven de Jian'an gedichten hun karakteristieke plechtige en tegelijk hartbrekende toon. Ook was geweeklaag over de eindigheid van het leven een centraal thema. In de geschiedenis van de Chinese poëzie markeerden deze gedichten de overgang van eerdere 'folkpoëzie" naar meer geschoolde.
Hoewel de Jian'an Dynastie van 196 tot 220 was, kunnen Cao Zhi's gedichten in twee perioden worden ingedeeld, met het jaar 220 als scheiding. De eerdere periode kenmerkte zijn ambities. Deze gedichten waren optimistisch en romantisch. In de periode na 220 gaf zijn falen in de politiek, na de dood van zijn vader, een bedroefde toon aan zijn latere werk.
Meer dan 90 van zijn gedichten bleven bewaard, waarvan meer dan 60 vijf teken gedichten (五言詩). Deze worden hoog aangeslagen vanwege hun belangrijke invloed op de ontwikkeling van de vijf teken gedichten in latere jaren. De meest complete verzameling van Cao Zhi's gedichten en ander literair werk is die van Chen Si Wang Ji (陳思王集, Verzameling van Werken door koning Si van Chen), samengesteld gedurende de Ming Dynastie.
Een van zijn gedichten is "Een mus des velds":

## Een van zijn Gedichten[3]
Een mus des velds
Door hoge bomen ruisen droeve winden:

De oceaan verheft haar hoge golven!

Zo zij het scherpe zwaard niet willen trekken,

Wat heeft men dan aan al zijn vele vrienden?

Ziet u daar in die schutting niet die mus?

Hij ziet een valk en stort zich in het net!

De vogelaar is blij over zijn vangst,

Een jongeman is droef bij dit gezicht

En met zijn zwaard snijdt hij de mazen open

Zodat de bruine mus kan vliegen, vliegen!

Hij vliegt en vliegt tot aan de blauwe hemel

En daalt weer om de jongeman te danken.

Cao Zhi                    (Vertaling W. L. Idema)
- Bibsys: 97036641
- Bibliothèque nationale de France: cb17170346w (data)
- CiNii: DA0265623X
- Gemeinsame Normdatei: 11901291X
- International Standard Name Identifier: 0000 0001 2135 3452
- Library of Congress Control Number: n81056916
- Bibliotheek van het Japanse parlement: 00624916
- Nationale Bibliotheek van Tsjechië: jo2009521371
- Nationale bibliotheek van Australië: 36730566
- Nationale Bibliotheek van Israël: 987007448837705171
- Nationale en Universitaire bibliotheek Zagreb: 000608395
- Nederlandse Thesaurus van Auteursnamen: 141922532
- Réseau des bibliothèques de Suisse occidentale: 02-A024277277
- Système universitaire de documentation: 074639420
- Trove: 1438436
- Virtual International Authority File: 317138041
- WorldCat: E39PCjvfph8h9K9f4qcx76kbV3